# دينو باجو
دينو باجو (بالإيطالية: Dino Baggio)‏ لاعب كرة قدم ايطالي سابق، فاز بكأس الأتحاد الأوروبي 3 مرات (مرتين مع بارما ومرة مع يوفنتوس) شارك في صفوف منتخب إيطاليا الاولمبي في اولمبياد برشلونه 1992، وساهم في ووصول منتخب بلاده إلى المبارة النهائية في كأس العالم 1994، كما شارك في مع المنتخب في كأس أوروبا 1996 وكأس العالم 1998 وخاض التصفيات المؤهلة إلى كأس أوروبا 2000 لكن العقوبات التي فرضت عليه من اتحاد كرة القدم منعته من المشاركة في البطولة المقامة في هولندا وبلجيكا.

## نشأته
ولد «دينو» لأبوين إيطاليين عام 1971 في مدينة كامبوسامبييرو بمقاطعة بادوفا الإيطالية ونشأ متأثراً باللاعب الإيطالي باولو روسي، فانضم إلى نادي مدينته للصغار وكان يلعب في خط الهجوم لكن المدرب وضعه في مركز حراسة المرمى بسبب طول قامته وسرعة قفزه. ثم تدرج إلى صنف الشباب في سن 13 سنة منتقلاً إلى نادي بادوفا ثم تعاقد معه كشافة نادي تورينو فلعب في صفوف النادي في مركز الوسط.

## مسيرته الكروية
انضم إلى النادي الأول لتورينو في دوري الدرجة الأولى وكانت أولى مبارياته امام لاتسيو وبعد تألقه مع نادي تورينو موسم 1989–1991 تم اقتناص دينو باجيو من جوفاني تراباتوني للعب في صفوف انتر ميلان (رغم رفض جماهير نادي تورينو) وفي نهاية موسم 1991-1992 تعاقد يوفنتوس مع دينو باجيو بعد أن لفت انظار لوتشانو مودجي خلال الموسم الذي قضاه في انتر. وسرعان ما أصبح باجيو ركيزة أساسية في خط وسط اليوفنتوس وحقق معهم بطولة كأس الاتحاد الأوروبي عام 1993 حيث لعب ليوفنتوس 49 مباراة إلى جانب روبيرتو باجيو وأنطونيو كونتي.

### بارما
في سوق انتقالات صيف 1994 تقدم نادي بارما بعرض لشراء دينو باجيو من يوفنتوس، ويقول لوتشيانو موجي عن هذه الصفقة (ديل بييرو كان قد تم بيعه بصيغة ملكية مشتركة إلى بارما وطار إلى الولايات المتحدة الأمريكة من أجل أن يقنع دينو باجيو في أن يأخذ مكانه في المفاوضات).
رغم أن باجيو كان يفضل البقاء في نادي السيدة العجوز العريق، إلا أنه لم يجد صعوبة في التأقلم مع نادي بارما الذي كان يضم نجوم متألقين مثل جانلويجي بوفون وفابيو كانافارو وجيانفرانكو زولا وإنريكو كييزا والهداف البلغاري الدولي خريستو ستويتشكوف.
في نهائي الدوري الأوروبي صعد يوفنتوس لنهائي البطولة موسم 1995/1994 على أمل الفوز باللقب الرابع في تاريخه، حيث واجه في المباراة النهائية مواطنه بارما، لكن نجم يوفنتوس السابق دينو باجيو حطم أحلام فريقه القديم. ففاز بارما بمباراة الذهاب على ملعبه بهدف باجيو، وفي مباراة الإياب التي لعبت في ملعب سان سيرو في ميلان عدل فيالي النتيجة ليوفنتوس بالهدف الأول، إلا أن باجيو افتك التعادل الثمين مانحًا بارما اللقب.

### حادثة السكين
في موسم 1998-1999 في مباراة بارما امام نادي فيسلا كراكوف البولندي تعرض دينو باجيو للطعن بعد أن ألقيت عليه سكين من المدرجات أصابته في رأسه، فانزل الاتحاد الأوروبي عقوبة على النادي بمنعه من اللعب في البطولات الأوروبية لمدة سنة كاملة. اذ يصنف مشجعو فيسلا كراكوف كأخطر واشرس مشجعي بولندا، لانهم يعتبرون خوض المباريات «حرب مقدسة» ففي عام 2006 قتل 8 مشجعين خلال معارك دامية دارت بين مشجعي الفريقين في شوارع المدينة التي باتت تعرف ب«مدينة السكاكين».

### العقوبات
في مباراة بارما ضد يوفنتوس موسم 1999 - 2000 تم طرد باجيو من المباراة من قبل الحكم ستيفانو فارينا بسبب احتكاك من باجيو مع لاعب يوفنتوس فيلبو انزاكي. فقام باجيو بالبصق على الحكم فارينا بعد حصولة على الكارت الأحمر، ثم اشار بيديه (لفتة الحصول على الرشوة) فتمت معاقبة باجيو من الأتحاد الإيطالي بإستبعادة من صفوف المنتخب الوطني المتأهل إلى كأس أوروبا 2000 في البطولة المقامة في هولندا وبلجيكا. فكانت هذه العقوبة محل تهكم الجماهير الإيطالية لسنين عديدة، حتى زادت المطالب بفتح تحقيق في دفع الرشاوي للحكام للتلاعب بنتائج المباريات واختيار حكام يميلون إلى مصلحة يوفنتوس.

باجيو يتهم فارينا بالرشوة

وبعد 6 سنوات من هذه المباراة وقعت فضيحة الدوري الإيطالي 2006 أو كما تسمى بالإيطالية «الكالتشيوبولي»، هي فضيحة تتعلق بترتيب نتائج مباريات كرة القدم في الدوري الإيطالي، وقد بدأت الفضيحة بالظهور في مايو 2006 بعد تحقيقات الشرطة الإيطالية، وقد تورط في هذه الفضيحة نادي يوفنتوس ونادي إيه سي ميلان ونادي فيورنتينا ونادي لاتسيو ونادي ريجينا، حيث أظهرت تسجيلات للمكالمات الهاتفية عن علاقتهم مع حكام كرة القدم في إيطاليا.
بعد بدء التحقيقات في نابولي بشأن إحدى المنظمات المعنية في كرة القدم، تم نشر العديد من المكالمات الهاتفية التي توضح تورط الفرق في الفضيحة، وقد كان لمدير نادي يوفنتوس لوتشانو مودجي العديد من المكالمات مع بعض المعنيين في كرة القدم الإيطالية حول وضع بعض الحكام المفضلين لنادي يوفنتوس وقد كان كل هذا في موسم 2004/2005.
كالتشيو بولي مستمد من اسم تانغنتوبولي التي بدأت في منتصف الثمانينات وانتهت في بداية التسعينات من القرن العشين مع ماني بوليت، وقد سميت الفضيحة باسم مودجي بولي نسبة إلى لوتشانو مودجي، وسبقتها فضائح تتعلق بأندية ترتب نتائج المباريات، وقد كان آخر تلك الفضائح فضيحة عام 1980 بعقوبة نادي إيه سي ميلان ونادي لاتسيو إلى الدرجة الثانية في الدوري الإيطالي (بعد اكتشاف تورط بعض لاعبي لاتسيو ورئيس ميلان «فيليس كولومبو» والحارس «إنريكو ألبرتوسي» في الفضيحة.) وعقوبة نادي جنوى من دوري الدرجة الثانية إلى دوري الدرجة الثالثة في عام 2005.

### لاتسيو
موسم 2000-2001 انتقل باجيو إلى العاصمة الإيطالية روما بعد ان وقع عقداً مع نادي لاتسيو، بترشيح من مدرب لاتسيو دينو زوف لمالك النادي كرانيوتي، وفي الموسم 2002-2003 كان لباجيو محادثات مع نادي وولفر هامتون الصاعد للدوري الإنجليزي الممتاز وكانت الصفقة ان تتم ولكن في النهاية اعير لنادي بلاكبيرروفرز حيث لم يكن موسما ناجحا ابدا لعب في 9 مباريات فقط مع الفريق ومن بعدها تمت اعارته مجددا لنادي انكونا الصاعد لدوري الدرجة الأولى الإيطالية حيث لعب معهم 15 مباراة وسجل هدفين وبقي مع لاتسيو حتى موسم 2004-2006.

## المنتخب الوطني
لعب باجيو أول مباراة دولية له ضد منتخب قبرص وهي المباراة الأولى ايضاً للاعب ديميتريو ألبرتيني، وفاز ببطولة أوروبا تحت 21 سنة 1992 وشارك في صفوف المنتخب الاولمبي في اولمبياد برشلونه 1992، وتألق خلال مباريات التصفيات المؤهلة لكأس العالم وتعرض للطرد (بطاقة حمراء) بسبب مخاشنته للمهاجم البرتغالي، لكن ذلك لم يمنع المدرب ساكي لضمه إلى صفوف المنتخب الإيطالي المتأهل إلى المونديال.

### كأس العالم 1994
لعب دينو باجيو ضمن التشكيلة الأساسية في بطولة كأس العالم 1994 المقامة في الولايات المتحدة الأمريكية (في هذه البطولة اقترن اسمه باسم روبيرتو باجيو كما اقترن معه في يوفنتوس) وساهم دينو باجيو في وصول منتخب إيطاليا للمباراة النهائية امام البرازيل، وسجل باجيو هدفين في البطولة احدها في مرمى منتخب النروج والاخر هدف في مرمى منتخب اسبانيا.
كانت المباراة النهائية الثانية بين البرازيل وإيطاليا بعد الأولى عام 1970 عندما كان الفوز حليف البرازيل 4-1. (وإذا كانت المباراة النهائية عام 1970 في المكسيك حددت أيا من المنتخبين البرازيلي أو الإيطالي الذي سيحرز للمرة الأولى كأس العالم للمرة الثالثة في تاريخه وكانت لمصلحة البرازيل) فان المباراة النهائية لمونديال 1994 جاءت لتحدد أيا من المنتخبين البرازيل أو إيطاليا سيكون أول من سيحرز اللقب العالمي للمرة الرابعة في تاريخه (رقم قياسي)، وكانت الغلبة مجددا للبرازيل.

### كأس أوروبا 1996
خاض دينو باجيو مباريات التصفيات المؤهلة لبطولة أوروبا، وكان ضمن التشكيلة الأساسية لمنتخب إيطاليا في كأس أوروبا 1996، ثم استدعاه المدرب سيزار مالديني كلاعب أساسي في التصفيات المؤهلة إلى كأس العالم 1998

### كأس العالم 1998
خلال مباراته الدولية الثانية والخمسين التي تصادف مع فرنسا اليوم سيكون مكلفاً على الارجح مراقبة خصمه الرئيسي زين الدين زيدان في الدور ربع النهائي. وعلق لاعب وسط نادي بارما على ذلك بقوله «آمل ألا اكلف هذه المهمة، اذ هذا يعني انني لن اتمكن من تجاوز خط الوسط. انا مستعد للتضحية من اجل المصلحة العامة لكن لدي مميزات أخرى وإذا قمت بمراقبة زيدان اكون محدودا».
بطولة كأس العالم 1998 المقامة في فرنسا والتي خرج منها الأزوري في الربع النهائي بركلات الترجيح أمام المنتخب الفرنسي.
في ديسمبر 1998 شارك دينو باجيو في مباراة منتخب إيطاليا ضد نجوم العالم التي اقيمت على الملعب الأولمبي في روما بمناسبة مرور 100 عام على تأسيس الأتحاد الإيطالي لكرة القدم، ثم خاض باجيو مباريات التصفيات المؤهلة لبطولة أوروبا 2000 قبل أن يستبعد عن صفوف المنتخب نهائيا بسبب العقوبة المفروضة عليه من الاتحاد الإيطالي.

### المباريات الدولية
| إيطاليا | إيطاليا | إيطاليا |
| السنة   | الظهور  | الأهداف |
| ------- | ------- | ------- |
| 1991    | 1       | 0       |
| 1992    | 1       | 0       |
| 1993    | 7       | 3       |
| 1994    | 15      | 4       |
| 1995    | 5       | 0       |
| 1996    | 4       | 0       |
| 1997    | 11      | 0       |
| 1998    | 11      | 0       |
| 1999    | 5       | 0       |
| Total   | 60      | 7       |

## حياته الشخصية
دينو باجيو متزوج من الراقصة إيطالية ماريا تريزا ماتي، واقيم زفافهما في مدينة تومبولو ولديه منها ولدان هما ليوناردو واليساندرو. ويعيش معهم في في منزله الموجود بمدينة تومبولو الصغيرة الهادئة.

### هوامش
- دينو باجيو نباتي منذ عام 2006 وقال انه خيار أسرته أيضاً